# Campeonato Timorense de Futebol - Terceira Divisão
A Liga Futebol Timor-Leste - Terceira Divisão é o terceiro nível do Campeonato Timorense de Futebol. É organizada pela Federação de Futebol de Timor-Leste.
A primeira edição foi realizada em 2017, promovendo 3 equipas para a Segunda Divisão da liga nacional. Em 2020, o torneio alterou seu nome para a atual denominação.

## Histórico
Em maio de 2017, a então Liga Futebol Amadora realizou um primeiro torneio equivalente à Terceira Divisão, que classificou 3 times para a Segunda Divisão do ano seguinte, que passou a funcionar por acesso e descenso. Neste torneio, a disputa foi realizada em sistema eliminatório de jogo único, e não houve a realização de partida final, para disputa do título. Todavia, no ano seguinte, o torneio da Terceira Divisão não voltou a ser realizado, e os times rebaixados da Segunda Divisão no ano anterior ficaram inativos. 
Finalmente, em outubro de 2019, a LFA anunciou a realização do novo torneio da Terceira Divisão oficial do campeonato, permitindo a participação de jogadores estrangeiros nele. A tabela e os times participantes do campeonato foram anunciados em 31 de outubro, com as equipes sendo divididas em 2 grupos, e novamente sem a realização de partida final.
Em 2020, o torneio ficou em suspenso, assim como as outras divisões do país, devido à pandemia de COVID-19. A edição 2020-21 da 3ª Divisão acabou não sendo realizada, assim como na temporada 2022-23. 
No ano de 2024, a federação timorense realizou a Copa FFTL, que contou com a participação de diversas equipas de fora da primeira e segunda divisões nacionais, abrindo o caminho para a realização de uma nova edição do torneio do terceiro nível. No entanto, o campeonato nacional ficou pendente por todo o ano, devido a um imbróglio no pleito para o comando da FFTL, retornando apenas em 2025.

## Resultados
| Ano     | Promovidos                         |
| ------- | ---------------------------------- |
| 2005-16 | não houve                          |
| 2017    | FC Lalenok United / FC Lero / FIEL |
| 2018    | não houve                          |
| 2019    | Emmanuel FC / A.S. Marca           |
| 2020-21 | não houve                          |
| 2022-23 | não houve                          |
| 2024-25 | a definir                          |

## Ligações Externas
- Liga Futebol Amadora - Página oficial no Facebook